# Julie Piga
Julie Piga, född den 12 januari 1998 i Lyon, är en före detta fransk men som senior italiensk fotbollsspelare.

## Karriär
Julie Piga inledde sin seniorkarriär i Olympique Lyonnais år 2016. Hon har även spelat i Grenoble och Fleury innan hon 2023 värvades av AC Milan. På juniornivån representerade hon det franska damlandslaget, men som senior har hon bytt landslag och representerar det italienska damlandslaget där hon debuterade år 2023.